# Belgian Air Transport Association

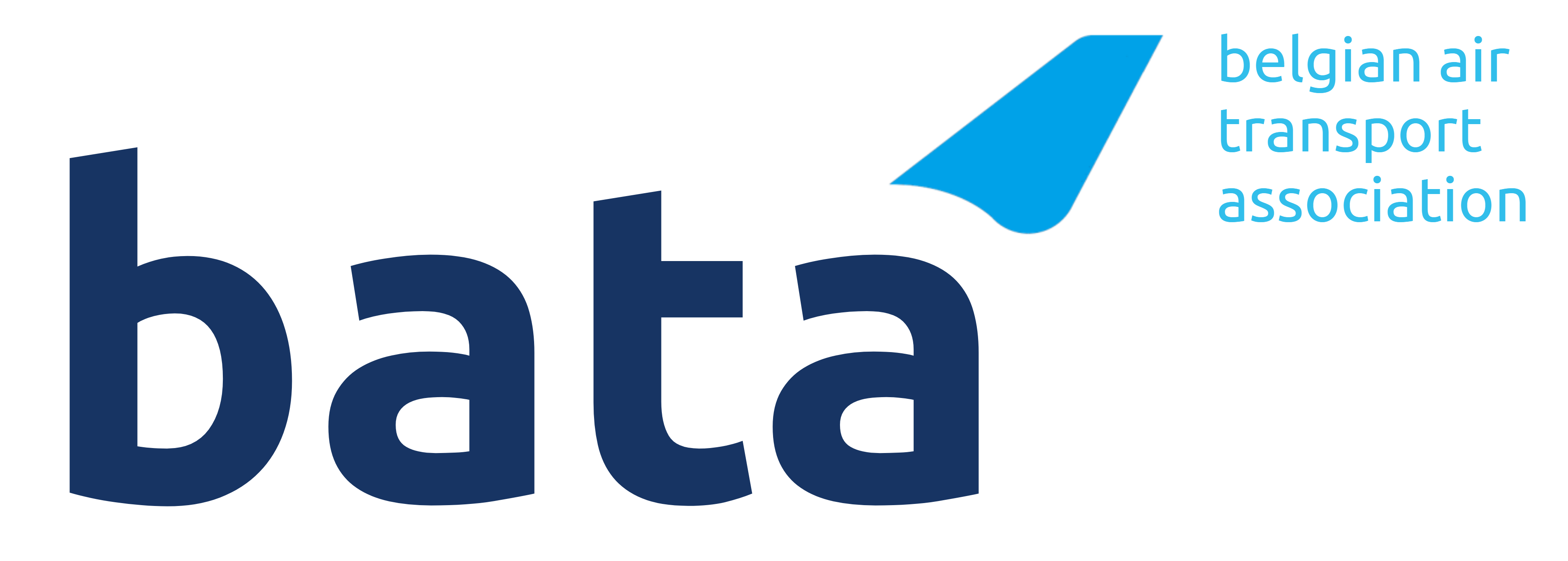
BATA logo - 2023

De Belgian Air Transport Association, kortweg BATA, is een associatie van luchtvaartmaatschappijen met hoofdactiviteit (of aanzienlijke aanwezigheid) in België. In oktober 2022 telt BATA vijf leden. Vertegenwoordigers van de luchtvaartmaatschappijen bundelen hun krachten in BATA om gemeenschappelijke belangen te verdedigen met betrekking tot onderwerpen van openbaar beleid. BATA is ook de sociale vertegenwoordiging van de Belgische luchtvaartmaatschappijen in het Sociaal Overleg. 

## Leden
|   | Luchtvaartmaatschappij | Logo                      | Hoofdkantoor       | Primaire basis in België | Secundaire bases in België                  |
| - | ---------------------- | ------------------------- | ------------------ | ------------------------ | ------------------------------------------- |
| 1 | Air Belgium            | Logo Air Belgium          | Mont-Saint-Guibert | Charleroi (CRL)          | Brussel (BRU)                               |
| 2 | ASL Airlines Belgium   | Logo ASL Airlines Belgium | Grâce-Hollogne     | Luik (LGG)               |                                             |
| 3 | Brussels Airlines      | Logo Brussels Airlines    | Zaventem           | Brussel (BRU)            |                                             |
| 4 | DHL Aviation           | Logo DHL                  | Machelen           | Brussel (BRU)            |                                             |
| 5 | TUI fly Belgium        |                           | Zaventem           | Brussel (BRU)            | Antwerpen (ANR), Luik (LGG), Oostende (OST) |